# Wei (zuivel)

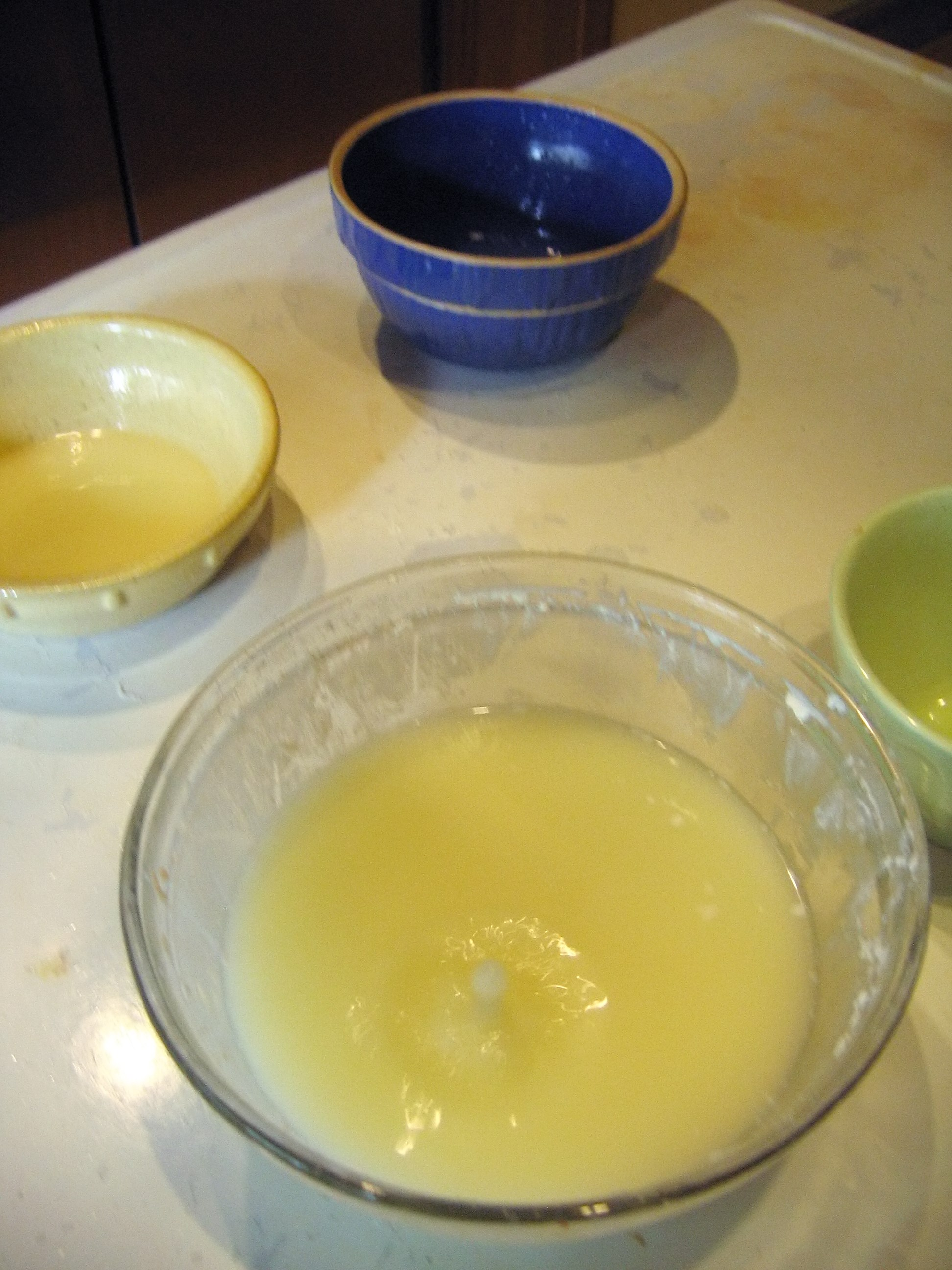
Wei

Wei, ook wel melkwei of melkserum, is de vloeistof die bij de kaasbereiding overblijft na het stremmen van de melk door toevoegen van stremsel. De vaste bestanddelen, de wrongel, blijven over nadat de wei is afgetapt. De vloeistof heeft een geelgroene kleur en smaakt licht zuur.

## Samenstelling
Wei bevat nog veel stoffen uit de melk. Dit zijn vitamines (vooral uit de vitamine B-groep]), wei-eiwit, melksuiker en mineralen. Wei bevat nauwelijks vet. De samenstelling hangt af van de herkomst van de melk. De eiwitfractie in wei is rijk aan lactoferrine, bètalactoglobuline, alfalactalbumine, glycomacropeptide, runderalbumine en immunoglobulines. Het is arm aan caseïnes, daar deze categorie melkeiwitten in de wrongel achterblijft.
Wei heeft de hoogste biologische waarde van alle beschikbare proteïnes met een waarde van 104. Wanneer wei verder geconcentreerd wordt, kan de biologische waarde toenemen tot 150 à 160. Dit wordt veroorzaakt doordat wei-eiwitten uitzonderlijk rijk zijn aan vertakte aminozuren: valine, leucine en isoleucine.

## Commerciële toepassingen
Wei wordt gebruikt als grondstof voor frisdrank, bijvoorbeeld in Rivella. Wei wordt gescheiden in twee productstromen, retentaten en permeaten. De permeaten worden veel in diervoeders gebruikt. Retentaat bevat veel hoogwaardige eiwitten en wordt na bewerking gebruikt in de voedingsindustrie en farmaceutische industrie. In voeding kan wei gebruikt worden als smaakmaker in light-producten en als bestanddeel van babyvoeding.
In Scandinavië wordt er brunost (weikaas) van gemaakt, in Zuid-Frankrijk brousse, op Corsica brocciu en in Italië ricotta.

## Therapeutische toepassingen
Pure melkwei is in de natuurgeneeskunde een populair product. Het wordt bijvoorbeeld in het middel Molkosan gebruikt. Er is geen wetenschappelijk onderzoek verricht naar de therapeutische eigenschappen van melkwei in deze vorm (Molkosan), zodat de wetenschappelijke onderbouwing ervan ontbreekt. De producenten adverteren met een stimulerend effect op de spijsvertering.
De uit wei geïsoleerde eiwitten worden met name door sporters gebruikt als eiwitbron en als bron van essentiële aminozuren, maar ook wordt wei-eiwit in de klinische praktijk ingezet. Voor deze toepassingen is veel meer wetenschappelijke onderbouwing.
Als voedingssupplement kunnen geïsoleerde weiproteïnes voorkomen als weiproteïneconcentraat (29–89% eiwit) of als isolaat (90–95% eiwit), waarbij beide vormen in gedeeltelijk dan wel volledig gehydrolyseerde vorm kunnen voorkomen.